# 天主教薩比娜-波焦米爾泰托羅馬城郊教區
天主教薩比娜-波焦米爾泰托羅馬城郊教區（拉丁語：Dioecesis Sabinensis-Mandelensis）是一個天主教的羅馬城郊教區。
該羅馬城郊教區除了本身的正權主教外，亦有一位領此主教銜的主教級樞機；不過後者只是領銜主教，並沒有管理該教區的實權。現任教區主教為埃內斯托·曼達拉，領銜主教為若翰·雷樞機。

## 現況
此羅馬城郊教區於2011年時有163,330名教友（佔轄區總人口95.1%）、82個堂區、109名司鐸、6名終身執事、67名修士和134名修女。

## 歷史
維斯托佛教區（Dioecesis Vescovìo）於1521年6月21日改制為薩比娜教區。波焦米爾泰托教區於1841年11月25日成立並自薩比娜教區脫離，兩個教區於1925年時再度合併為薩比娜-波焦米爾泰托教區。
主教級樞機以往同時出任包括薩比娜-波焦米爾泰托教區在內的各羅馬城郊教區主教，並負責輔佐教宗處理教會事務。後來由於教宗若望二十三世於1961年時考量主教級樞機難以同時管理教區教務又負責樞機的職務，因此將羅馬城郊教區的管理權改由另外選出的正權主教管理，主教級樞機們則只保留領銜主教的頭銜。